# Thomas Bach
Pour les articles homonymes, voir Bach (homonymie).
Thomas Bach, né le 29 décembre 1953 à Wurtzbourg, est un escrimeur, avocat et dirigeant sportif allemand. 
Il est, de 2013 à 2025, le neuvième président du Comité international olympique (CIO).
Champion olympique au fleuret par équipe à Montréal en 1976, il est à l'origine de la création de la commission des athlètes du CIO au début des années 1980, dont il est le premier président. En 1991, il devient membre du CIO, avant de rejoindre sa commission exécutive en 1996. Il est vice-président du CIO pendant plus de 10 ans et préside plusieurs commissions du CIO. Il est élu président de l'institution le 10 septembre 2013 et est réélu pour un deuxième mandat de quatre ans le 10 mars 2021.

## Carrière

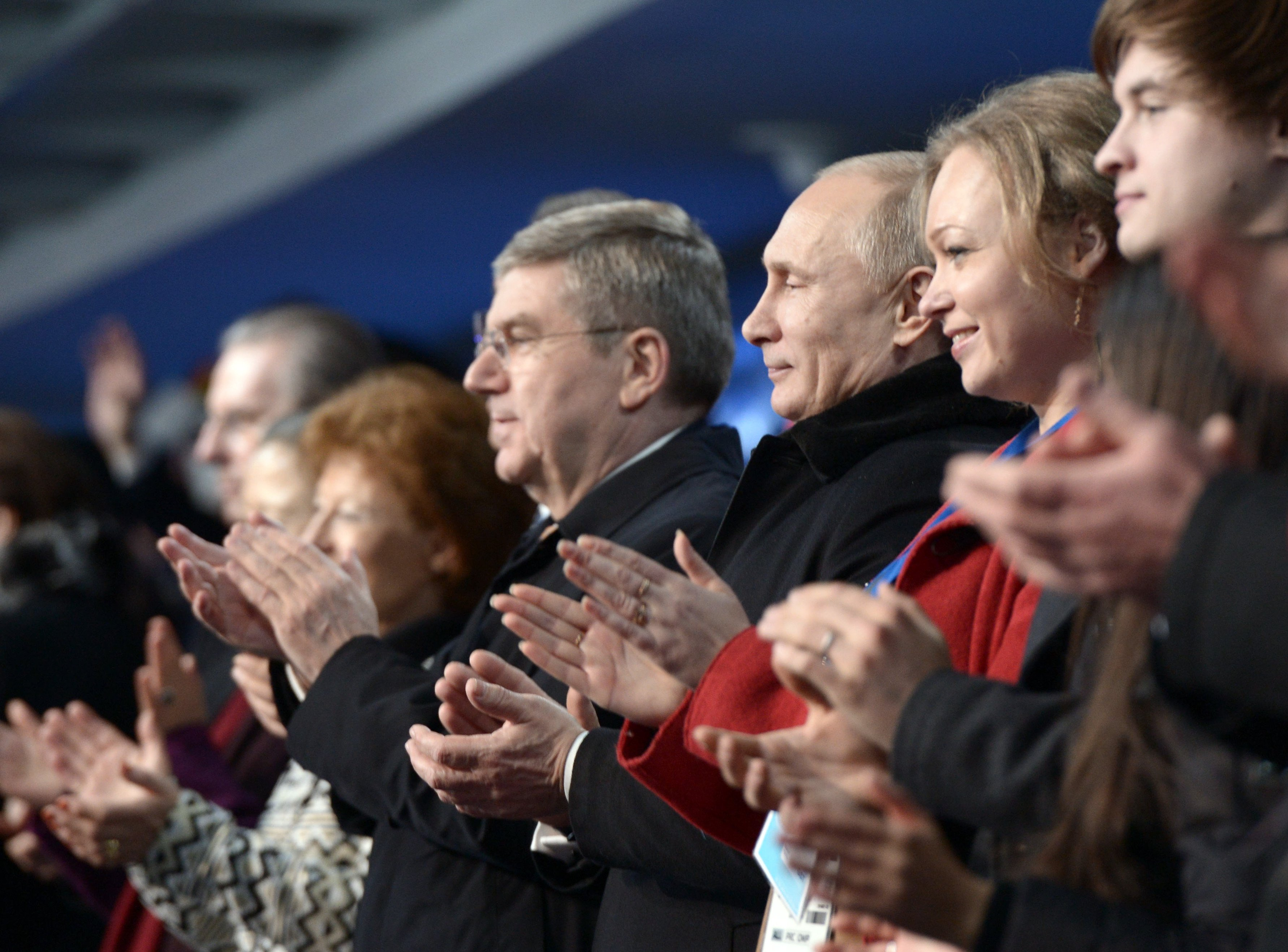
Thomas Bach à la droite du Président Poutine pendant la cérémonie d'ouverture des Jeux olympiques d'hiver de 2014 à Sotchi.

Thomas Bach participe à l'épreuve de fleuret par équipe lors des Jeux olympiques d'été de 1976, à Montréal, et remporte avec ses partenaires ouest-allemands Harald Hein, Klaus Reichert, Matthias Behr et Erk Sens-Gorius la médaille d'or. Pourtant favori, il ne participe pas aux Jeux olympiques de 1980 à Moscou, la RFA ayant rejoint le boycott massif de l'événement. Étant porte-parole des athlètes du comité olympique ouest-allemand, il s'opposa sans succès à la décision et fut traité de « communiste » par des partisans du boycott.
Thomas Bach intègre la commission des athlètes du CIO nouvellement créée par Juan Antonio Samaranch dès 1981, au congrès olympique de Baden-Baden puis est coopté membre de l'institution internationale en 1991, à 37 ans. Il mène parallèlement une carrière d'avocat, notamment en faveur d'Adidas, jusqu'en 1987 et de Siemens depuis les années 2000. Il est vice-président du CIO de 2000 à 2004 et de 2006 à 2013 et siège à la commission exécutive.
À l'issue de la 125e session du CIO à Buenos Aires, Thomas Bach en est élu neuvième président le 10 septembre 2013 pour un mandat de huit ans. Il succède à Jacques Rogge, qui a atteint la limite actuelle de 12 années consécutives (en deux mandats : un premier de 8 ans, un deuxième de 4 ans) à la présidence.
Son élection à la tête du CIO en 2013 a soulevé des critiques, qui ont rappelé qu'il avait été avocat d'Adidas, où il fut introduit dans les milieux économico-sportifs par Horst Dassler, impliqué dans le scandale des commissions occultes de la société ISL associée au CIO. Personnage accusé de mêler le sport et les affaires, il est passé devant la commission d'éthique du CIO pour avoir conseillé la firme Siemens, avec une rémunération de 400 000 euros par an, cette dernière ayant obtenu les principaux contrats pour fabriquer les infrastructures des JO de Pékin.
Lors de la 137e session du CIO en mars 2021 qui se déroule « virtuellement » à Lausanne, il est l'unique candidat à sa succession. Après un premier mandat de huit ans, Thomas Bach est réélu pour quatre années supplémentaires (jusqu'en 2025), le 10 mars par 93 « oui » et un « non » sur 94 votants,,.
Son premier mandat est marqué par le scandale du dopage russe et son second par la pandémie de Covid-19, alors qu'ont lieu les Jeux olympiques de Tokyo, reportés à l'été 2021. La seconde mandature est aussi marquée par le bannissement du  Comité olympique russe et donc de toute équipe de Russie pour les Jeux olympiques de Paris 2024, en raison de l'invasion de l'Ukraine par la Russie.
Lorsque le CIO annonce que les athlètes russes et biélorusses qui peuvent être admis individuellement aux Jeux sous conditions, n'auront pas le droit de défiler lors la cérémonie d'ouverture des Jeux de Paris, la Russie accuse Thomas Bach et le CIO de néonazisme et de racisme. Le CIO répond alors :  « En liant le président, sa nationalité et l'Holocauste, le gouvernement russe tombe encore plus bas. C'est tout ce que nous avons à dire »,, le Comité international olympique se disant également le 22 mars 2024 victime de virulentes campagnes de désinformations venant du gouvernement russe de Vladimir Poutine.
En tant que président du Comité international olympique (CIO), Thomas Bach dispose d’un salaire de près de 275 000 euros en 2023. Ce montant n'inclut ni les indemnités quotidiennes ni les indemnités administratives.
Lors de la 141e session du CIO, plusieurs dirigeants sportifs suggèrent à Bach de briguer un troisième mandat, ce qui nécessite de modifier la Charte olympique qui en limite le nombre. Mais il annonce en août 2024 qu'il ne sera pas candidat à sa succession en 2025. En effet, après douze ans à la présidence du CIO, l’Allemand Thomas Bach s’apprête à passer le relais, laissant derrière lui une institution prospère et fortement centralisée, tout en ayant réussi à surmonter la crise des candidatures pour l’accueil des Jeux olympiques.

## Autre
Si sa langue natale est l'allemand, il parle aussi couramment français, anglais et espagnol.

## Décorations
- Chevalier de la Légion d'honneur ( France, 2024).
- Première classe de l'ordre du Mérite sportif ( Corée du Sud, 2018).
- Grand-croix de l'ordre du Phénix ( Grèce, 2021).
- Grand-croix de l'ordre du Mérite de la république de Pologne ( Pologne, 2021).
- Médaille de l'ordre de l'Honneur ( Russie, 2014).
- Grand-cordon de l'ordre national du Mérite ( Tunisie, 2016).
- Quatrième classe de l'ordre du prince Iaroslav le Sage ( Ukraine, 2021).